# Hoằng Quý
Hoằng Quý là một xã thuộc huyện Hoằng Hóa, tỉnh Thanh Hóa, Việt Nam.
Xã Hoằng Quý có diện tích 5,11 km², dân số năm 1999 là 4075 người, mật độ dân số đạt 797 người/km².